# Joana de Saxe-Gota-Altemburgo
Joana de Saxe-Gota-Altemburgo (1 de outubro de 1680 - 9 de julho de 1704) foi uma duquesa de Meclemburgo-Strelitz por casamento.

## Biografia
Joana era filha do duque Frederico I de Saxe-Gota-Altemburgo e da duquesa Madalena Sibila de Saxe-Weissenfels.
A 20 de junho de 1702, Joana casou-se em Strelitz com o duque Adolfo Frederico II de Meclemburgo-Strelitz, filho do duque Adolfo Frederico I de Meclemburgo-Strelitz e da duquesa Maria Catarina de Brunswick-Dannenberg. Adolfo tinha sido já casado com a duquesa Maria de Meclemburgo-Güstrow, que tinha morrido em janeiro de 1701. O casal não teve filhos.
Joana morreu aos vinte-e-três anos de idade em Strelitz.

## Genealogia
| Joana de Saxe-Gota-Altemburgo | Pai: Frederico I de Saxe-Gota-Altemburgo | Avô paterno: Ernesto I de Saxe-Gota            | Bisavô paterno: João II de Saxe-Weimar            |
| Joana de Saxe-Gota-Altemburgo | Pai: Frederico I de Saxe-Gota-Altemburgo | Avô paterno: Ernesto I de Saxe-Gota            | Bisavó paterna: Doroteia Maria de Anhalt          |
| Joana de Saxe-Gota-Altemburgo | Pai: Frederico I de Saxe-Gota-Altemburgo | Avó paterna: Isabel Sofia de Saxe-Altemburgo   | Bisavô paterno: João Filipe de Saxe-Altemburgo    |
| Joana de Saxe-Gota-Altemburgo | Pai: Frederico I de Saxe-Gota-Altemburgo | Avó paterna: Isabel Sofia de Saxe-Altemburgo   | Bisavó paterna: Isabel de Brunswick-Wolfenbüttel  |
| Joana de Saxe-Gota-Altemburgo | Mãe: Madalena Sibila de Saxe-Weissenfels | Avô materno: Augusto de Saxe-Weissenfels       | Bisavô materno: João Jorge I da Saxónia           |
| Joana de Saxe-Gota-Altemburgo | Mãe: Madalena Sibila de Saxe-Weissenfels | Avô materno: Augusto de Saxe-Weissenfels       | Bisavó materna: Madalena Sibila da Prússia        |
| Joana de Saxe-Gota-Altemburgo | Mãe: Madalena Sibila de Saxe-Weissenfels | Avó materna: Ana Maria de Meclemburgo-Schwerin | Bisavô materno: Adolfo Frederico I de Meclemburgo |
| Joana de Saxe-Gota-Altemburgo | Mãe: Madalena Sibila de Saxe-Weissenfels | Avó materna: Ana Maria de Meclemburgo-Schwerin | Bisavó materna: Ana Maria da Frísia Oriental      |